# Марков, Михаил Никитович
Михаил Никитович (Никитич) Ма́рков (1910—1985) — советский конструктор хлопкоуборочных машин.

## Биография
Окончил Ташкентское профессионально-техническое училище (1930).
Техник-конструктор (1930—1939), старший техник-конструктор (1939—1941), конструктор, старший инженер-конструктор, старший инженер, руководитель конструкторской группы (1941—1946) на заводе Ташсельмаш.
Начальник лаборатории (1946—1958), начальник отдела (1958—1959), главный конструктор отдела (1959—1960), заместитель начальника отдела (1960—1977), с 1977 года — главный конструктор проекта в ГСКБ по машинам для хлопководства.
Под его руководством создана первая советская хлопкоуборочная машина марки СХМ48 (1949). Автор 70 изобретений.

## Награды и премии
- Сталинская премия первой степени (1950) — за создание конструкции и освоение производства хлопкоуборочной машины
- Ленинская премия (1967) — за разработку конструкции, серийное производство и внедрение машин в сельское хозяйство хлопкоуборочной вертикально-шпиндельной двухрядной машины.
- орден Трудового Красного Знамени
- медали
- заслуженный изобретатель УзССР (1964).